# Octanol desidrogenase
Octanol desidrogenase ou 1-octanol desidrogenase é uma enzima que catalisa a reação química:
1-octanol + NAD+ {\displaystyle \rightleftharpoons } 1-octanal + NADH + H+
Assim, os dois substratos dessa enzima são 1-octanol e NAD +, enquanto seus 3 produtos são 1-octanal, NADH e H +.
Esta enzima pertence à família das oxidorredutases, especificamente aquelas que atuam no grupo CH-OH do doador com NAD+ ou NADP+ como aceptor. O nome sistemático desta classe de enzimas é octanol:NAD+ oxidoredutase.